# Porte de Strasbourg (Mutzig)
Pour les articles homonymes, voir Porte de Strasbourg.
La porte de Strasbourg est un monument historique situé à Mutzig, dans le département français du Bas-Rhin. Elle est également connue sous le nom de Porte Saint-Maurice ou de Molsheim.

## Localisation
Ce bâtiment est situé à Mutzig. C'est la dernière des trois portes existante de l'enceinte fortifiée.

## Historique
Elle date de la fin du XIIIe siècle ou du début du XIVe siècle. La partie supérieure est rajoutée après 1550 et la toiture est ajoutée au XVIIe siècle. Elle est précédée d'un barbacane jusqu'en 1775.
La peinture, extra-muros, représente Saint-Maurice et a probablement été réalisée vers 1896.
Elle sert de prison jusqu'à la Première Guerre mondiale.
L'édifice fait l'objet d'un classement au titre des monuments historiques depuis 1923.

## Architecture
La fresque a été réalisée par Antoine Heitzmann en 1974

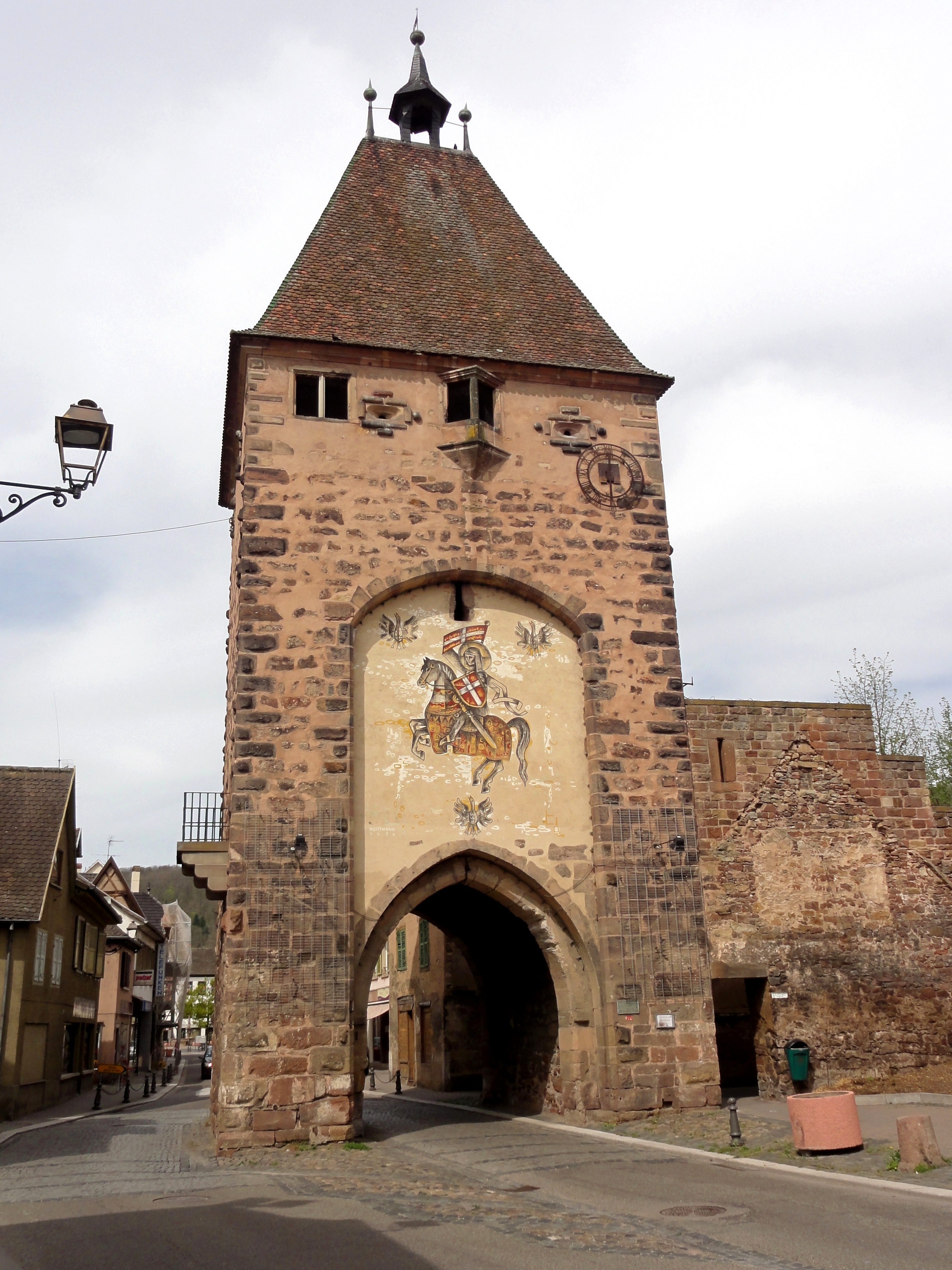
Façade est.
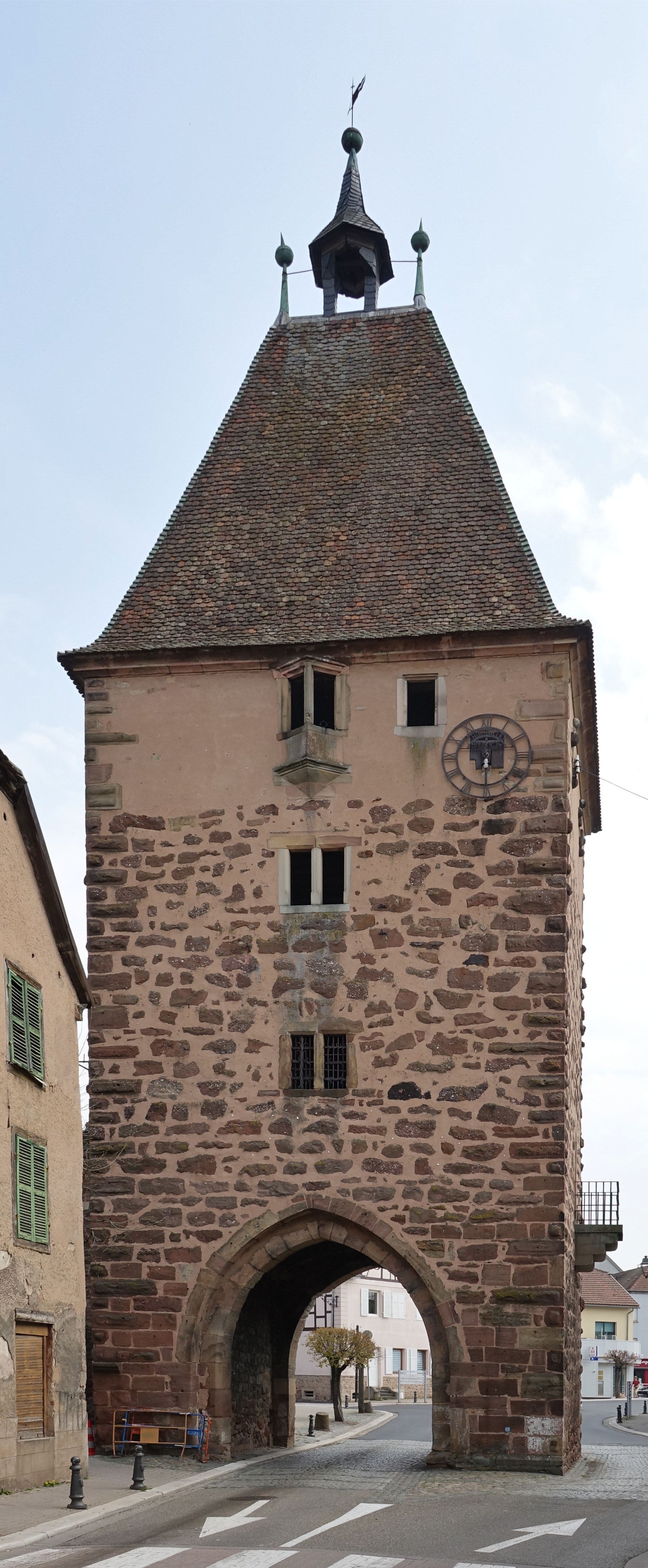
Façade ouest.
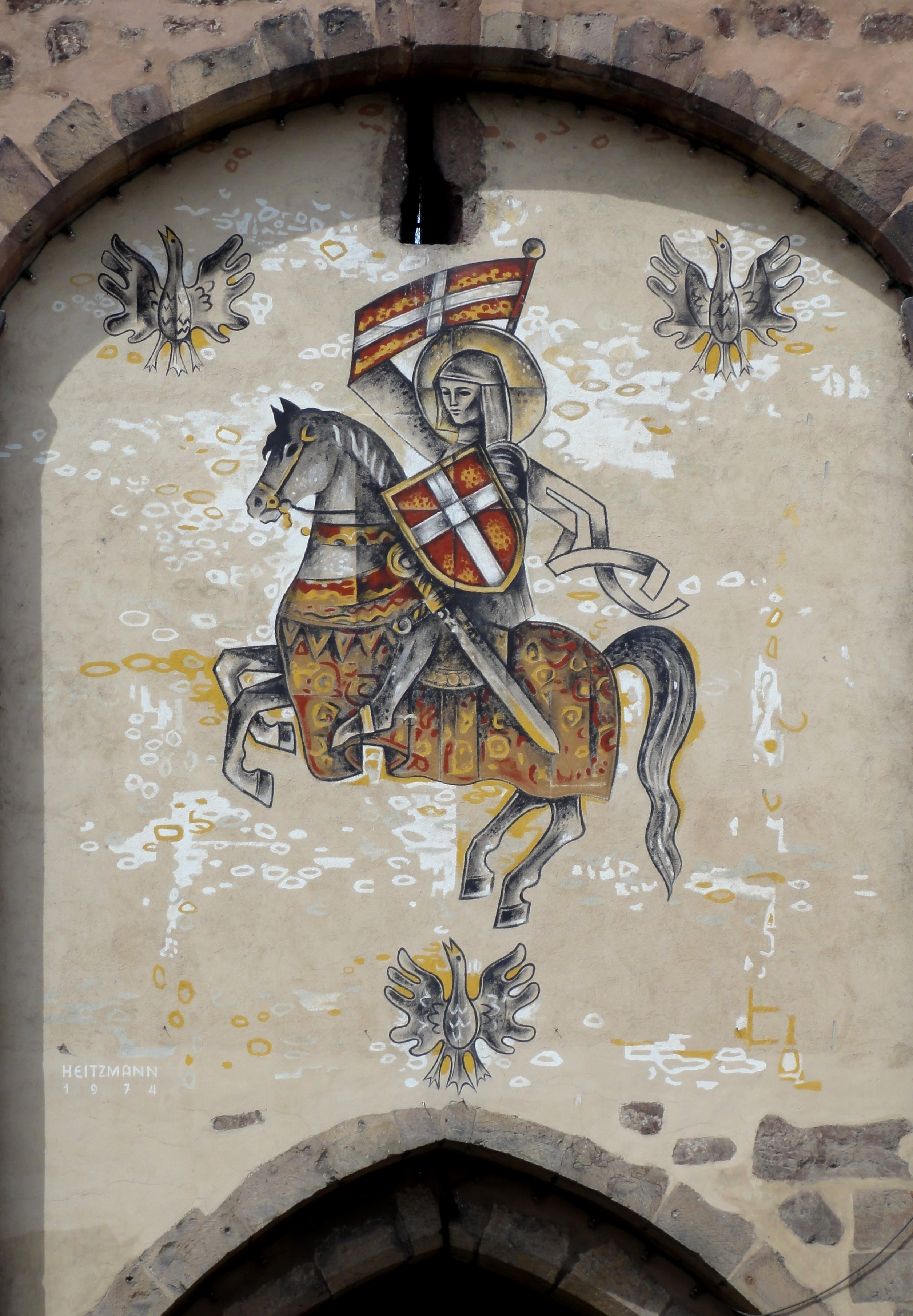
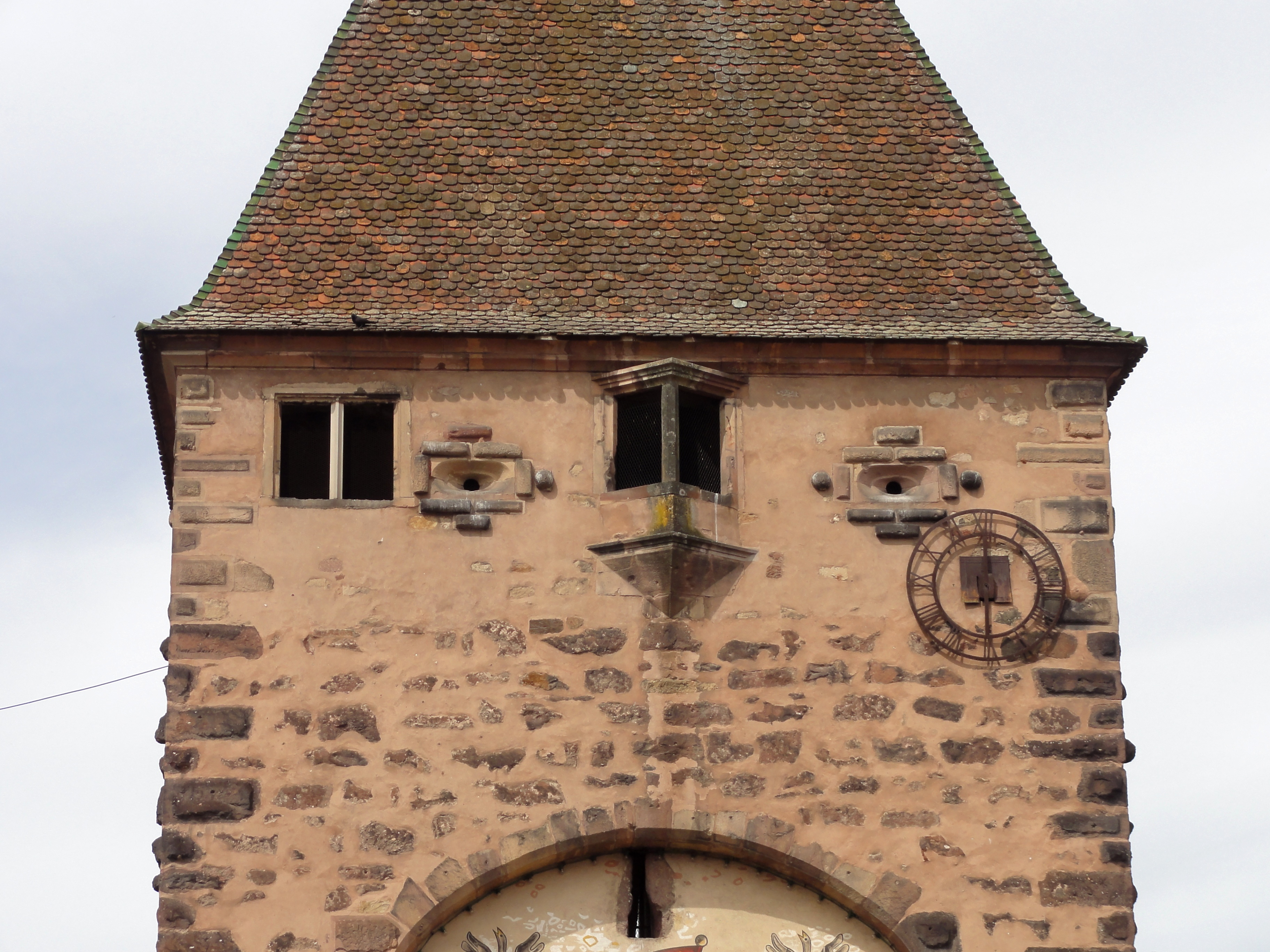